# Percina aurolineata
Percina aurolineata är en fiskart som beskrevs av Royal D. Suttkus och Ramsey, 1967. Percina aurolineata ingår i släktet Percina och familjen abborrfiskar. IUCN kategoriserar arten globalt som sårbar. Inga underarter finns listade i Catalogue of Life.